# Edith Zimmermann
Edith Zimmermann, po mężu Rhomberg (ur. 1 listopada 1941 w Lech) – austriacka narciarka alpejska, wicemistrzyni olimpijska oraz dwukrotna medalistka mistrzostw świata.

## Kariera
Pierwszy sukces w karierze osiągnęła w 1960 roku, kiedy zdobyła mistrzostwo Austrii juniorów w kombinacji. Rok później dołączyła do reprezentacji narodowej, jednak na mistrzostwach świata w Chamonix w 1962 roku była tylko rezerwową. Największy sukces osiągnęła w 1964 roku, kiedy podczas igrzysk olimpijskich w Innsbrucku wywalczyła srebrny medal w zjeździe. W zawodach tych rozdzieliła na podium dwie rodaczki: Christl Haas oraz Traudl Hecher. Był to pierwszy przypadek, kiedy w olimpijskiej rywalizacji kobiet w narciarstwie alpejskim całe podium zajęły reprezentantki jednego kraju (w rywalizacji mężczyzn podczas ZIO 1956 Austriacy dokonali tego w gigancie). Na tej samej imprezie była także szósta w gigancie oraz piąta w slalomie. Igrzyska w Innsbrucku były równocześnie mistrzostwami świata, jednak kombinację rozgrywano tylko w ramach drugiej z tych imprez. W konkurencji tej Zimmermann wywalczyła brązowy medal, ulegając tylko Francuzce Marielle Goitschel oraz ponownie Christl Haas.
Ponadto Zimmermann wygrała giganta w ramach zawodów Arlberg-Kandahar w Garmisch-Partenkirchen w 1964 roku oraz ramach zawodów SDS-Rennen w Grindelwald rok później. Kilkakrotnie zdobywała medale mistrzostw kraju, w tym złote w slalomie i kombinacji w 1965 roku. Nigdy nie wystartowała w zawodach Pucharu Świata. W 1966 roku zakończyła karierę.
Jej siostra, Heidi Zimmermann, również uprawiała narciarstwo alpejskie.

## Osiągnięcia

### Igrzyska olimpijskie
| Miejsce | Dzień    | Rok  | Miejscowość | Konkurencja | Czas biegu | Strata | Zwyciężczyni        |
| ------- | -------- | ---- | ----------- | ----------- | ---------- | ------ | ------------------- |
| 5.      | 1 lutego | 1964 | Innsbruck   | Slalom      | 1:29,86    | +4,41  | Christine Goitschel |
| 6.      | 3 lutego | 1964 | Innsbruck   | Gigant      | 1:52,24    | +1,97  | Marielle Goitschel  |
| 2.      | 6 lutego | 1964 | Innsbruck   | Zjazd       | 1:55,39    | +1,03  | Christl Haas        |

### Mistrzostwa świata
| Miejsce | Dzień    | Rok  | Miejscowość | Konkurencja | Czas biegu | Strata    | Zwyciężczyni        |
| ------- | -------- | ---- | ----------- | ----------- | ---------- | --------- | ------------------- |
| 5.      | 1 lutego | 1964 | Innsbruck   | Slalom      | 1:29,86    | +4,41     | Christine Goitschel |
| 6.      | 3 lutego | 1964 | Innsbruck   | Gigant      | 1:52,24    | +1,97     | Marielle Goitschel  |
| 2.      | 6 lutego | 1964 | Innsbruck   | Zjazd       | 1:55,39    | +1,03     | Christl Haas        |
| 3.      | 6 lutego | 1964 | Innsbruck   | Kombinacja  | 34,82 pkt  | +8,31 pkt | Marielle Goitschel  |